# Julio Dely Valdés
Pour les articles homonymes, voir Dely et Valdés.
Julio César Dely Valdés, né le 12 mars 1967 à Colón au Panama, est un footballeur international panaméen, devenu entraîneur. 
Considéré comme l'un des meilleurs joueurs de football de l'histoire de son pays, il est de 2010 à 2013 sélectionneur du Panama.

## Biographie
Julio César est notamment célèbre en France pour son passage dans les rangs du club de la capitale, le PSG, durant deux saisons. Ancien buteur du Club Nacional de Football de 1989 à 1993 (il est deux fois meilleur buteur du championnat d'Uruguay en 1991 et 1992) puis Cagliari en Italie, il vient remplacer George Weah à l'été 1995. L'attaquant fait une bonne première saison en rouge et bleu, qui s'achève sur une victoire en Coupe d'Europe des vainqueurs de coupes, mais la seconde est plus difficile. Il part en 1997 au Real Oviedo, en Espagne, puis à Málaga CF en 2000.
Il se reconvertit ensuite comme entraineur, notamment comme adjoint à Málaga CF. De 2010 à 2013, Julio Cesar Dely Valdés est sélectionneur du Panama avec son frère Jorge Dely Valdés, autre ancien footballeur professionnel,.
Son frère Armando Dely Valdés, mort en 2004, a aussi été footballeur professionnel.

## Statistiques
| Saison                | Club                  | Championnat           | Championnat | Championnat | Coupe nationale | Coupe nationale | Coupe de la Ligue | Coupe de la Ligue | Supercoupe | Supercoupe | Compétition(s) continentale(s) | Compétition(s) continentale(s) | Compétition(s) continentale(s) | Total | Total |
| Saison                | Club                  | Division              | M.          | B.          | M.              | B.              | M.                | B.                | M.         | B.         | Comp.                          | M.                             | B.                             | M.    | B.    |
| 1993-1994             | Cagliari Calcio       | Serie A               | 32          | 13          | -               | -               | -                 | -                 | -          | -          | C3                             | 4                              | 1                              | 36    | 14    |
| 1994-1995             | Cagliari Calcio       | Serie A               | 32          | 8           | -               | -               | -                 | -                 | -          | -          | -                              | -                              | -                              | 32    | 8     |
| 1995-1996             | Paris SG              | Division 1            | 33          | 15          | 3               | 0               | -                 | -                 | 1          | 0          | C2                             | 6                              | 1                              | 43    | 16    |
| 1996-1997             | Paris SG              | Division 1            | 31          | 8           | 2               | 2               | 1                 | 0                 | -          | -          | C2                             | 7                              | 3                              | 41    | 13    |
| 1997-1998             | Real Oviedo           | Liga                  | 32          | 9           | -               | -               | -                 | -                 | -          | -          | -                              | -                              | -                              | 32    | 9     |
| 1998-1999             | Real Oviedo           | Liga                  | 37          | 19          | -               | -               | -                 | -                 | -          | -          | -                              | -                              | -                              | 37    | 19    |
| 1999-2000             | Real Oviedo           | Liga                  | 34          | 11          | -               | -               | -                 | -                 | -          | -          | -                              | -                              | -                              | 34    | 11    |
| 2000-2001             | Málaga CF             | Liga                  | 34          | 17          | -               | -               | -                 | -                 | -          | -          | -                              | -                              | -                              | 34    | 17    |
| 2001-2002             | Málaga CF             | Liga                  | 37          | 11          | -               | -               | -                 | -                 | -          | -          | -                              | -                              | -                              | 37    | 11    |
| 2002-2003             | Málaga CF             | Liga                  | 33          | 10          | 2               | 1               | -                 | -                 | -          | -          | CI+C3                          | 10                             | 5                              | 45    | 16    |
| Total sur la carrière | Total sur la carrière | Total sur la carrière | 335         | 121         | 7               | 2               | 1                 | 0                 | 1          | 0          | -                              | 27                             | 10                             | 371   | 133   |

## Palmarès Joueur

### En club
- Vainqueur de la Coupe d'Europe des Vainqueurs de Coupe en 1996 avec le Paris SG
- Champion d'Uruguay en 1992 avec le National Montevideo
- Vainqueur du Trophée des Champions en 1995 avec le Paris SG
- Vainqueur de la Coupe Intertoto en 2002 avec Málaga
- Vice-champion de France en 1996 et en 1997 avec le Paris SG

### EnÉquipe du Panama
- 32 sélections et 22 buts entre 1990 et 2005
- Participation à la Gold Cup en 2005 (Finaliste)

### Distinctions individuelles
- Meilleur buteur du championnat d'Uruguay en 1991 (15 buts) et en 1992 (13 buts) avec le National Montevideo

## Palmarès Entraîneur
- Participation à la Gold Cup en 2011 (1/2 finaliste) et en 2013 (Finaliste) avec l'Équipe du Panama